# Флоренский, Василий Павлович
Василий Павлович Флоренский (21 мая [3 июня] 1911, Сергиев Посад, Московская губерния — 5 апреля 1956, Москва) — советский ученый-геолог, геохимик и петрограф. Кандидат геолого-минералогических наук (1940), доцент. В течение почти четверти века работал на кафедре петрографии осадочных пород Московского нефтяного института, декан геологоразведочного факультета в годы Великой Отечественной войны.

## Биография
Родился Родился 21 мая (3 июня) 1911 года в городе Сергиев Посад.
В 1928 году поступил на геолого-почвенный факультет МГУ. В 1930 факультет был реорганизован и присоединён ко МГРИ. Выезжал на практику, на разведку вольфрамового месторождения Хосмунский Голец в Забайкалье. В 1931 году проходил практику на Тиманском кряже, работал в отряде Ленинградского геологоразведочного треста. В том же году окончил МГРИ, получив квалификацию инженера-геолога по специальности «Минералогия».
В 1932 году начал работать в Государственном институте редких металлов (ГИРЕДМЕТ). Тогда же становится ассистентом кафедры минералогии и кристаллографии Московского нефтяного института(МНИ). В 1933—1934 работает в составе минералогической группы Таджикско-Памирской экспедиции. Изучает долину реки Варзоб, участвовал в открытии Такобского флюоритового, Сафетдаринского галенитового и Чорух-Дайронского шеелитового месторождений. В 1935 году организовал первую экскурсию студентов геологоразведочного факультета МНИ по Военно-Грузинской дороге, ставшей впоследствии учебной практикой. В 1937 году — участник XVII сессии Международного геологического конгресса (Москва), участие в нефтяной (Бакинской) экскурсии конгресса.
В 1938—1947 годах — декан геологоразведочного факультета МНИ. В 1941—1943 годах был в эвакуации вместе с коллективом института в Уфе. В 1943 году — председатель реэвакуационной комиссии МНИ. В 1946 году начинает систематические исследования по изучению пород фундамента Волго-Уральской области. В 1954 году организует отряд для изучения докембрийских отложений Украинского щита.
Скончался 5 апреля 1956 года в Москве от рака (после непродолжительной и тяжелой болезни), похоронен на Даниловском кладбище.

## Семья
- Отец — Флоренский, Павел Александрович (1882-1937), православный священник, богослов, философ, учёный и поэт[8].
  - Брат — Флоренский, Кирилл Павлович (1915—1982), геохимик и планетолог.
- Жена (c 1935) — Зарубина, Наталия Ивановна (18 сентября 1909 — 15 июля 1996)[9][10].
  - Сын — Флоренский, Павел Васильевич (род. 1936), геохимик и петрограф.

## Награды
- 1946, 1950 — ордена «Знак почета».
- 1948 — медаль в память 800-летия Москвы
- 1945 — медаль «За доблестный труд в Великой Отечественной войне 1941—1945 гг.»